# Ani-Lab
Ani-Lab (animation laboratorie) er flere steder i Danmark, hvor man laver animationsfilm. (10-18 år). Ani-lab er støttet af Statens Kunstfond.